# Diecezja koperska

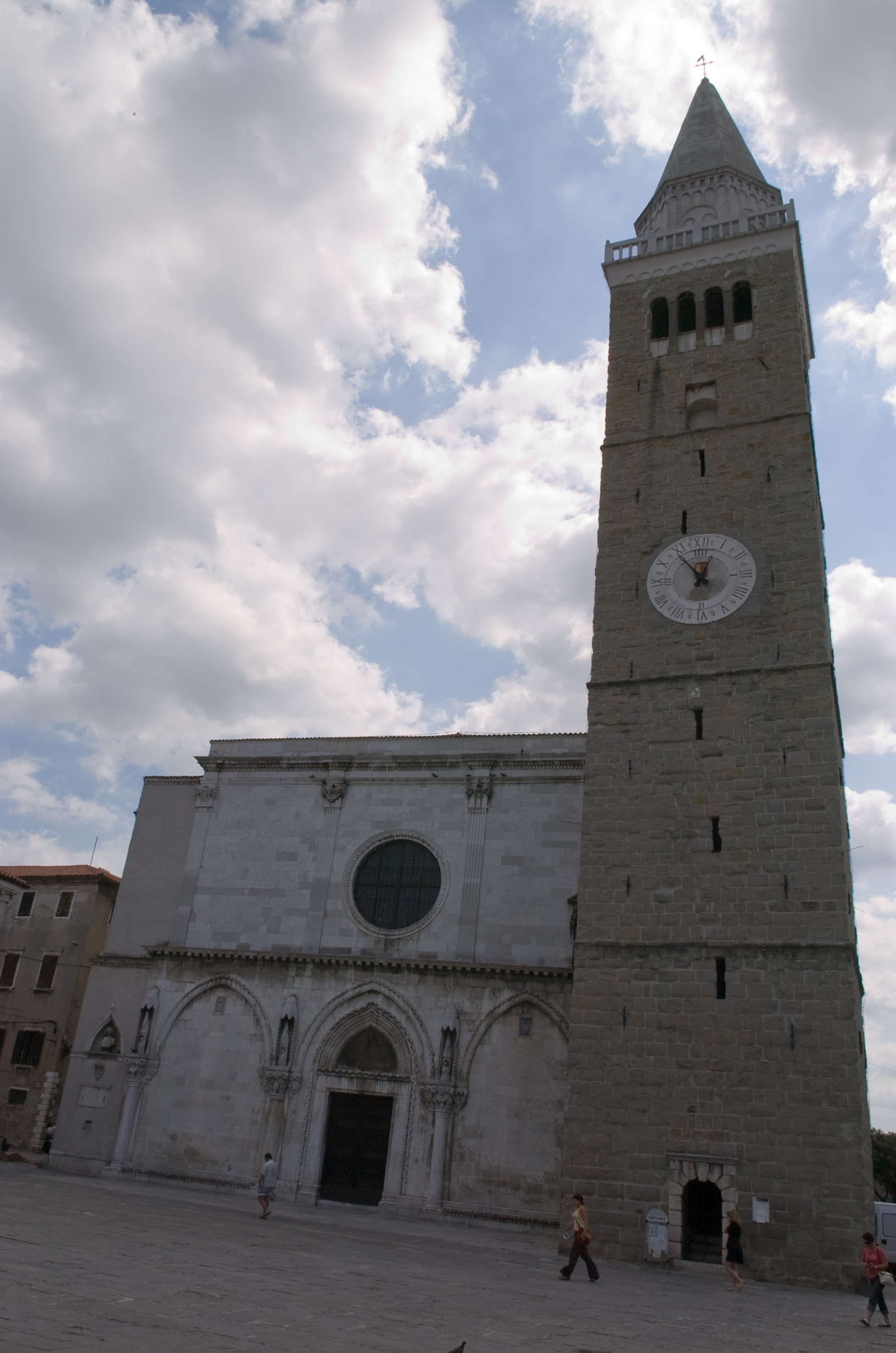
Katedra Wniebowzięcia NMP w Koprze

Diecezja koperska (łac. Dioecesis lustinopolitana, słoweń. Škofija Koper, wł. Diocesi di Capodistria)– katolicka diecezja słoweńska położona w południowo-zachodniej części kraju. Siedziba biskupa znajduje się w katedrze Wniebowzięcia NMP w Koprze.

## Historia
Diecezja koperska została założona w VI w. W 1828 r. została połączona z diecezją triesteńską. Po 1945 r. i częściowej zmianie granicy włosko-jugosłowiańskiej, Stolica Apostolska utworzyła z części biskupstwa, która należała do Jugosławii administraturę apostolską ze stolicą w Koprze. 17 października 1977 r. papież Paweł VI podniósł ją do rangi diecezji, podporządkowując ją metropolii lublańskiej.

## Biskup
- Biskup diecezjalny – bp Peter Štumpf
- Biskup senior – bp Jurij Bizjak

## Podział administracyjny
Diecezja koperska dzieli się na 11 dekanatów: Dekani, Idrija-Cerkno, Ilirska Bistrica, Kobarid, Koper, Kraška, Nova Gorica, Postojna, Šempeter, Tolmin, Vipavskai, w skład których łącznie wchodzi 195 parafii.

## Główne świątynie
- Katedra Katedra Wniebowzięcia NMP w Koprze
- Konkatedra Najświętszego Serca Pana Jezusa w Novej Goricy
- Bazylika mniejsza Wniebowzięcia NMP w Solkan na Świętej Górze